# Ԋ (слово ћирилице)
Ԋ ԋ (искошено: Ԋ ԋ) је слово Молодцовљеве азбуке, варијанте ћирилице. Коришћен је само у писању комског језика 1920-их.

## Рачунарски кодови
| Знак                      | Ԋ                                | Ԋ                                | ԋ                              | ԋ                              |
| ------------------------- | -------------------------------- | -------------------------------- | ------------------------------ | ------------------------------ |
| Назив у Уникоду           | CYRILLIC CAPITAL LETTER KOMI NJE | CYRILLIC CAPITAL LETTER KOMI NJE | CYRILLIC SMALL LETTER KOMI NJE | CYRILLIC SMALL LETTER KOMI NJE |
| Врста кодирања            | децимална                        | хексадецимална                   | децимална                      | хексадецимална                 |
| Уникод                    | 1290                             | U+050A                           | 1291                           | U+050B                         |
| UTF-8                     | 212 138                          | D4 8A                            | 212 139                        | D4 8B                          |
| Нумеричка референца знака | &#1290;                          | &#x50A;                          | &#1291;                        | &#x50B;                        |

## Слична слова
- Н н : Ћирилично слово
- Њ њ : Ћирилично слово